# Elizabeth D. A. Cohen
Elizabeth D. A. Cohen, född 22 februari 1820, död 28 maj 1921 i New Orleans i Louisiana, var en amerikansk läkare.  Hon studerade medicin vid Female Medical College of Pennsylvania 1854-1857 och blev den första kvinnliga läkaren i Louisiana, då hon var verksam i New Orleans med sin make (som hade samma yrke) från 1857 till 1887.